# A Criada
Ah-ga-ssi (bra/prt: A Criada) é um filme de drama e suspense erótico sul-coreano de 2016 dirigido por Park Chan-wook e escrito por Chung Seo-kyung. Adaptado do romance galês Fingersmith, de Sarah Waters, é estrelado por Kim Min-hee, Ha Jung-woo, Cho Jin-woong e Kim Tae-ri.
Em 2021 a Mares Filmes lançou a edição definitiva e limitada em blu-ray do filme no Brasil na Versátil Home Vídeo.

## Elenco
- Kim Min-hee - Lady Hideko
- Kim Tae-ri - Sook-hee
- Ha Jung-woo - Fujiwara
- Cho Jin-woong - Kouzuki
- Kim Hae-sook - Butler madame Sasaki
- Moon So-ri - Tia de Hideko

## Recepção
The Handmaiden recebeu aclamação da crítica. No Rotten Tomatoes, o filme tem um índice de aprovação de 95%, com base em 210 resenhas, e uma pontuação média de 8,3 / 10. O consenso crítico do site diz: "The Handmaiden usa um romance policial vitoriano como inspiração para outra apresentação visualmente suntuosa e absorventemente idiossincrática do diretor Park Chan-wook." No Metacritic, o filme tem uma pontuação média ponderada de 84 pontos. de 100, com base em 40 avaliações, indicando "aclamação universal".